# Moteur rotatif
Ne doit pas être confondu avec Moteur à piston rotatif.

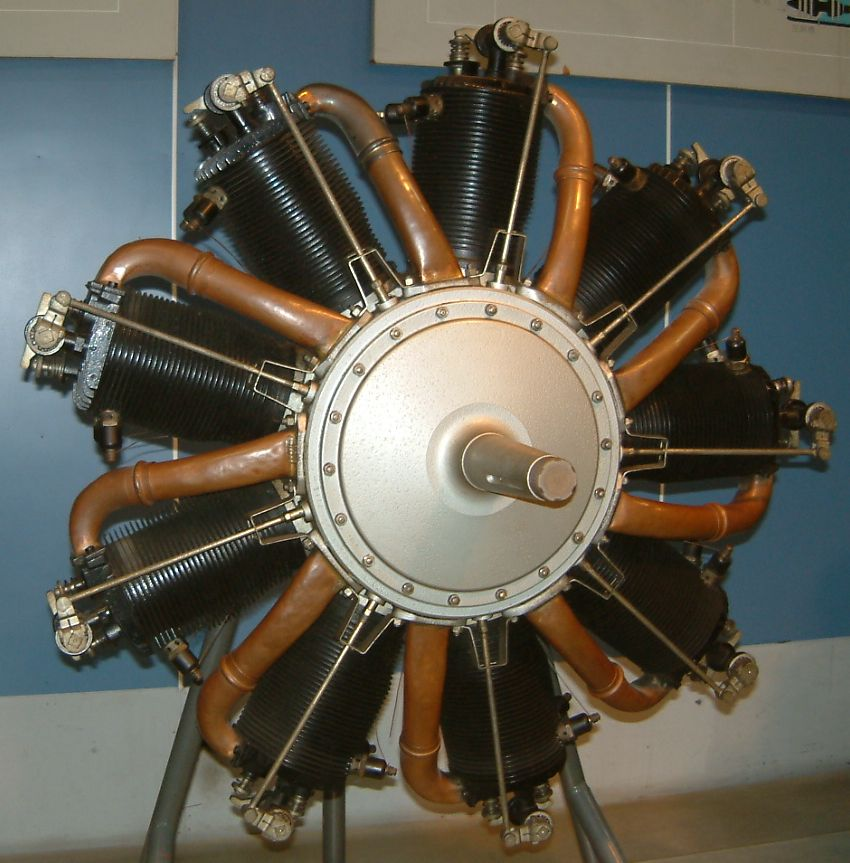
Moteur Le Rhône 9C.

Un moteur rotatif est un moteur à explosion tournant autour de son vilebrequin qui reste fixe. Ce type de moteur en étoile était très courant au début de l'aviation (dans les années 1910) quand le rapport puissance/poids était le critère principal devant la consommation et la fiabilité.
Cette technique s'est largement utilisée sur des moteurs d'avion (Gnome, Le Rhône, Clerget, etc.) durant la Première Guerre mondiale. 
Il est courant d'appeler abusivement moteurs rotatifs les moteurs à piston rotatif tels que le moteur Wankel ou la Quasiturbine.

## Historique
Plusieurs précurseurs ont très tôt tenté l'aventure du moteur rotatif dont le trois-cylindres de Stephen Balzer dans un quadricycle de 1894 et le cinq-cylindres de Félix Millet sur sa motocyclette de 1893.
Le moteurs les plus connus sont les Gnome, Le Rhône et Clerget, qui équipèrent les avions des pionniers de l'aviation avant d'être fabriqués en très grande série (plusieurs dizaines de milliers avec les fabrications sous licence) pour fournir les avions de combat de la Première Guerre mondiale. La société Clerget-Blin, principal concurrent de Gnome et Le Rhône (qui formèrent Gnome et Rhône après la Première Guerre mondiale, puis la SNECMA après la nationalisation de 1946), a également produit des moteurs rotatifs en quantité (environ 30 000). La société allemande Motorenfabrik Oberursel fabriquera également en grande quantité des copies de moteurs Le Rhône capturés.
Bentley reprit et améliora les moteurs Clerget pour ses moteurs B.R.1 et B.R.2 ; de même Siemens-Halske (en) perfectionna les modèles Oberursel avec un train d'engrenage, réducteur de vitesse et faisant tourner l'hélice en sens inverse du moteur, donc diminuant l'effet de couple.
Le prix de ces moteurs varie entre 12 000 FRF et 25 000 FRF de l'époque soit l'équivalent de 25 000 à 55 000 euros.
Cette technologie est rapidement abandonnée après la Première Guerre mondiale.

## Technique
Ces moteurs sont toujours en étoile (5 à 11 cylindres) avec quelques essais peu convaincants de moteur à double étoile. D'une cylindrée de 9 à 15 L, ils développent entre 50 et 140 chevaux. Le taux de compression est faible, aux alentours de 5:1. Dans les années 1910, leur poids est la moitié de ceux des moteurs conventionnels (par exemple 140 kg pour un 110 ch). Les ultimes développements seront des 9-cylindres de 150 ch, puis des 11-cylindres qui atteindront 200 ch (pour 23 L de cylindrée)
Suivant les constructeurs, les moteurs auront des soupapes:
- dites automatiques, avec l'admission s'ouvrant sous l'effet de la différence de pression (comme un clapet) sur les premiers moteurs Gnome, tandis que l'échappement est commandé par came et poussoir
- uniques, soit une lumière d'admission de deux-temps obturée par le piston, et une soupape d'échappement commandée classiquement par came et poussoir, sur les moteurs Gnome « monosoupape » ;
- commandées classiquement par came, poussoir et renvoi, sur les moteurs Le Rhône et Clerget.

Sur les premiers moteurs Gnome, l'admission d'air passe par l'axe du moteur. Le carburant est injecté dans le carter et le mélange gazeux est admis dans le cylindre par un conduit traversant le piston, fermé par une soupape flottante. Ce mode de carburation impose pratiquement un réglage fixe de l'alimentation.

## Avantages et inconvénients
Le principal avantage de ce type de moteur est son faible poids, car :
- le volant moteur est inutile, vu la masse des cylindres en mouvement,
- la dimension des ailettes est minimale, leur rotation assurant un excellent refroidissement.

Les inconvénients sont nombreux mais étaient négligés pendant la guerre :
- le rendement est faible, conséquence du mauvais contrôle de l'admission du mélange air-essence ;
- l'effet de couple est fort en raison de l'importance de la masse en rotation, et très sensible sur les avions légers des débuts de l'aviation ;
  - tout changement d'attitude se traduit par une force de précession (résultant de l'effet gyroscopique ou force de Coriolis) considérable (voir l'article sur le Sopwith Camel) ;
  - pour une hélice dextrogyre, l'avion se cabre lorsqu'on veut tourner à gauche (ou pique quand on tourne à droite), et tourne à gauche lorsqu'on pique (ou tourne à droite lorsqu'on cabre) ;
- la lubrification est très compliquée, le problème étant résolu par un circuit d'huile ouvert : pour cinq litres de carburant, un litre d'huile est éjecté en tête de cylindre d'où la nécessité d'un capot supérieur pour sauvegarder la visibilité du pilote ;
- l'absence de réglage de puissance (pas de carburateur) obligeait à un fonctionnement en tout ou rien : atterrissage moteur coupé obligatoire. Des palliatifs seront trouvés, entre autres le shunt, agissant sur l'allumage pour ne faire fonctionner que trois ou six des neuf cylindres ;
- la maintenance est délicate.

## Principaux avions équipés de moteurs rotatifs
- Blériot XI (Le Rhône 7A)
- Caudron G3 (Le Rhône 7C)
- Morane-Saulnier E/F (Le Rhône 7C)
- Nieuport 10 B, Nieuport 11 (Le Rhône 9C) et Nieuport 17 (Le Rhône 9J)
- SPAD C2 (Le Rhône 9C)
- Sopwith Camel (Clerget 9B, Le Rhône 9C), Strutter, Pup et 2F.1 (Bristol B.R.1)
- Fokker E.III (Oberursel U1),E.IV (Oberursel U3), Dr1 (Oberursel)
- Sikorsky S.16 (Gnome), S.20 (Le Rhône)
- Siemens-Schuckert D.IV (Siemens-Halske SH-III)

## Galerie d'images

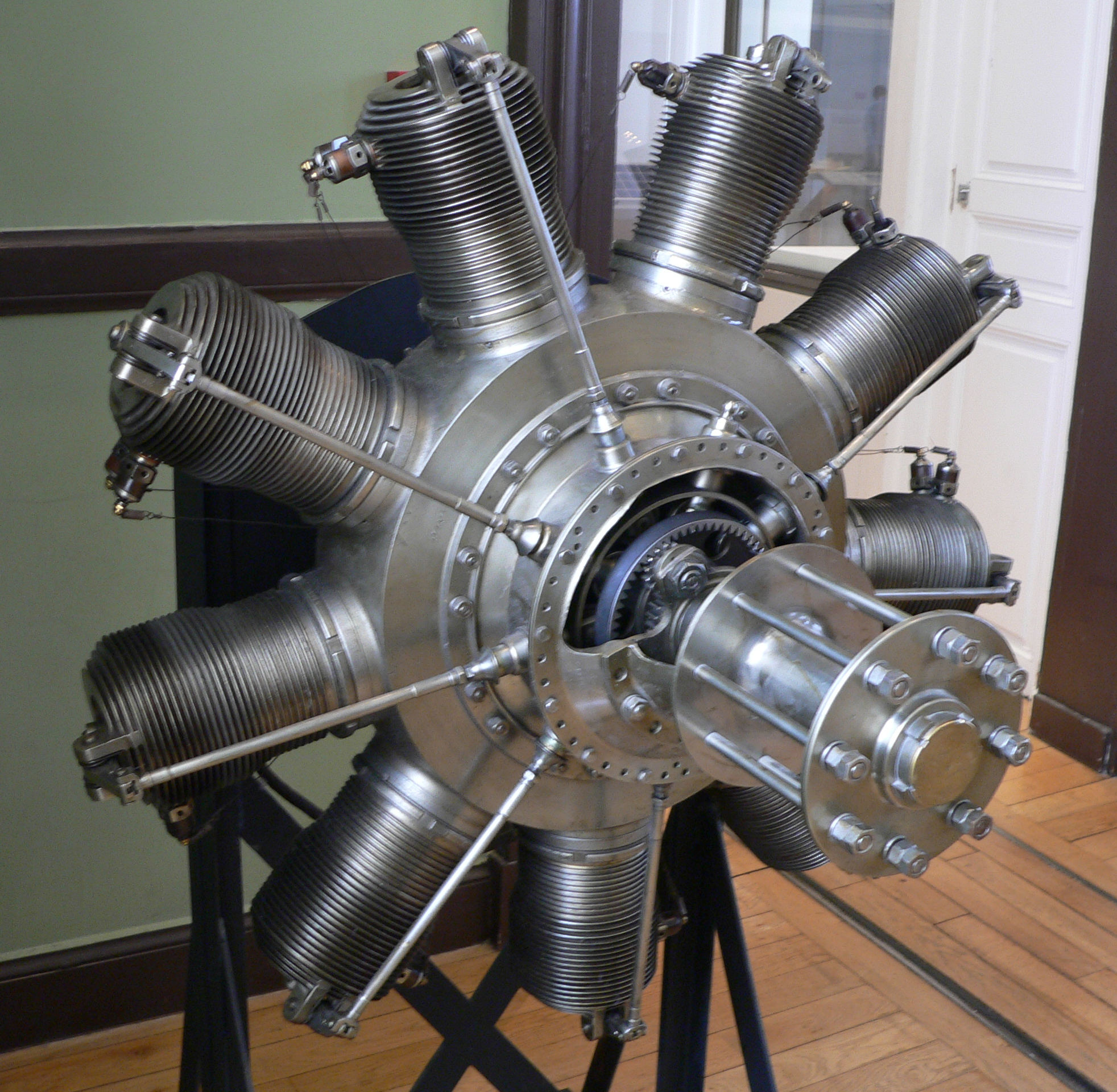
Gnome Delta 9 cylindres
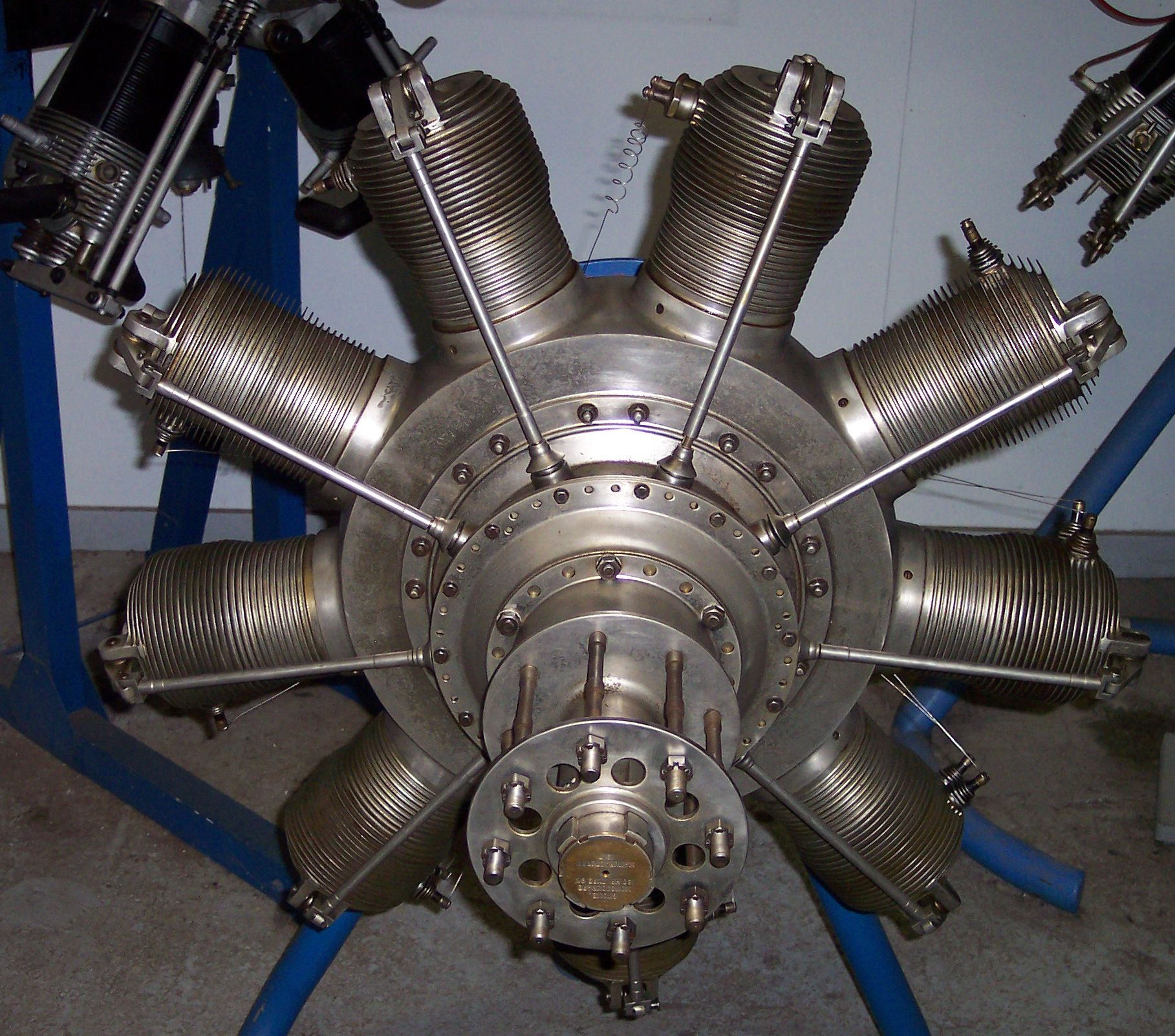
Gnome et Rhône 9N - 150 ch
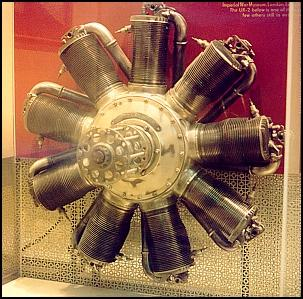
Oberursel UR-II
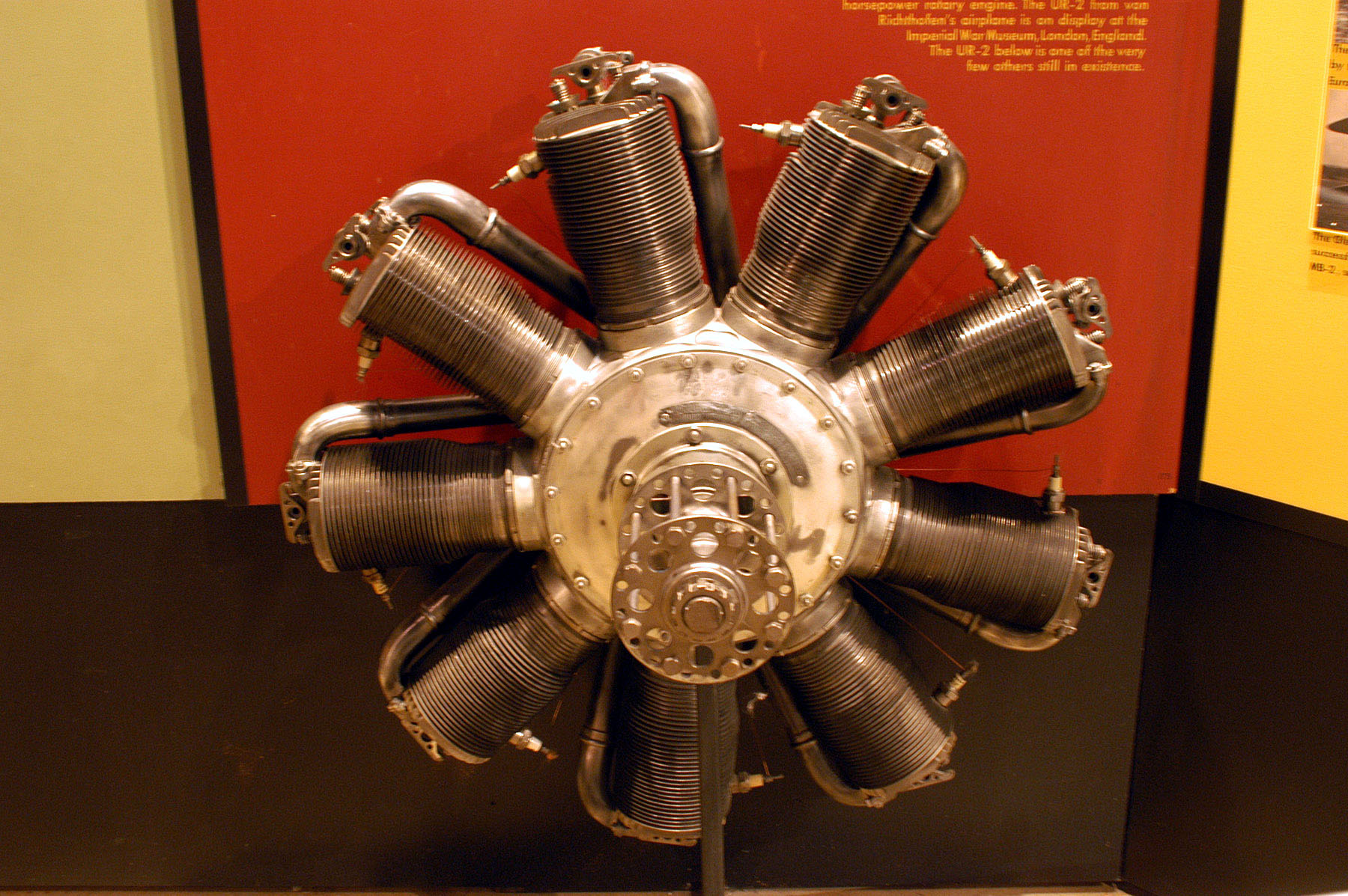
Une autre photo de l'UR-2
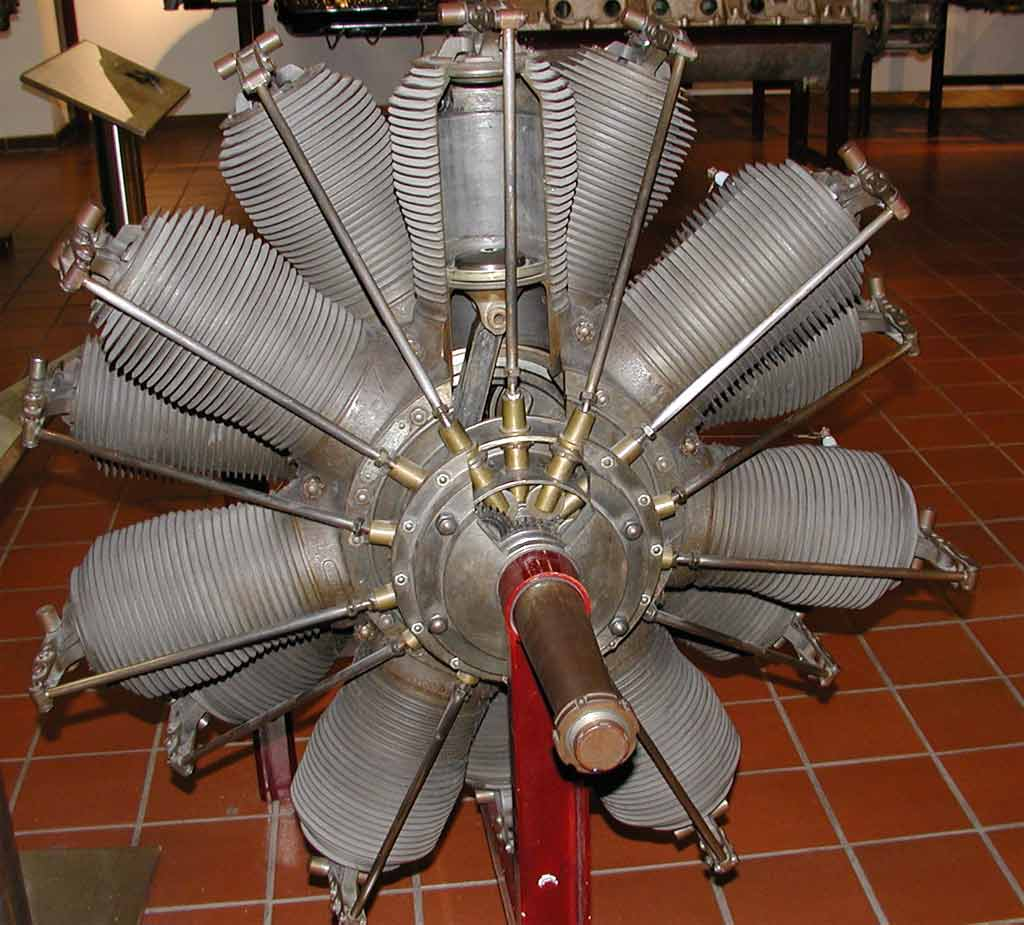
Monosoupape 14-cylindres en double étoile
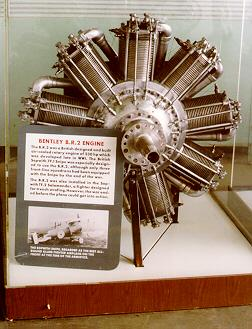
Bentley BR2
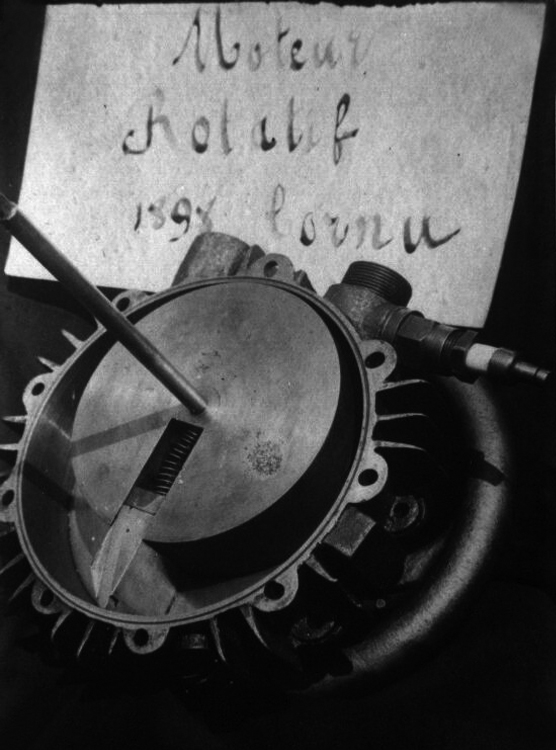
Moteur rotatif Cornu, conçu et fabriqué en 1898 à Lisieux.
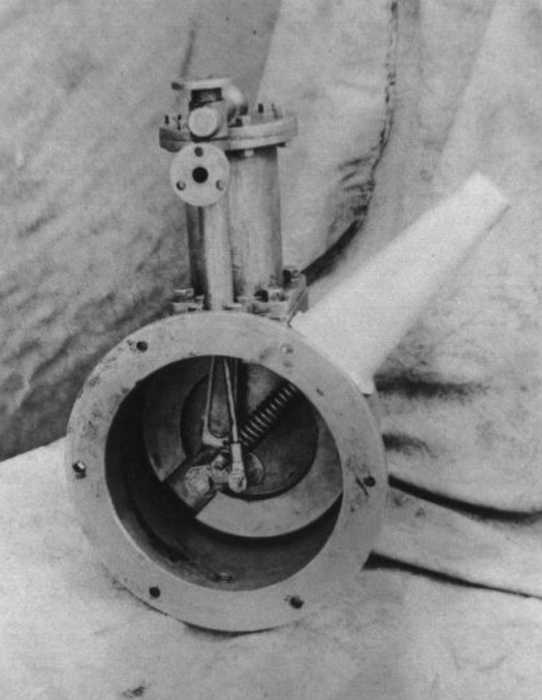
Moteur rotatif Cornu ouvert.

## Utilisations hors aéronautique

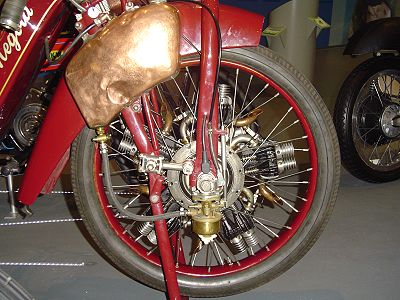
Moteur rotatif à l'avant de la Megola

Il y eut quelques essais d'utilisation sur des motocyclettes comme celle de Félix Millet équipée d'un moteur rotatif dans la roue arrière ou la Megola dans la roue avant, sans succès durable.